# Karussellgeschäft

Karussellbetrug – über den niederländischen Staat erklärt (zum Vergrößern anklicken)

Als Karussellgeschäft, Karussellbetrug oder Karussellbetrugsgeschäft (englisch Missing Trader Intra-Community (MTIC) fraud) bezeichnet man eine in der Europäischen Union (EU) weit verbreitete Form des Steuerbetrugs. Hierbei wirken mehrere Unternehmen in verschiedenen EU-Mitgliedstaaten zusammen, wobei einer der Händler der Lieferkette die von seinen Abnehmern bezahlte Umsatzsteuer nicht an das Finanzamt abführt. Die Abnehmer machen hingegen die Vorsteuer geltend und erhalten diese vom Finanzamt zurück/ausgezahlt. Da in weiteren Teilen der Kette eine Lieferung über Binnengrenzen erfolgt und nach dem Bestimmungslandprinzip die Umsatzsteuer nicht im Ursprungsland (Sitzland des Verkäufers), sondern im Bestimmungsland (Sitzland des Käufers) anfällt, erfolgt keine Verrechnung mit der Vor- oder Umsatzsteuer aus weiteren Teilen der Lieferkette; außerdem wird die Aufdeckung erschwert.

## Ablauf
Das Karussellgeschäft funktioniert über (mindestens) drei Schritte:
1. Ein Unternehmen S verkauft Waren an einen Zwischenhändler Z in das EU-Ausland. Hierfür ist, entsprechend dem Bestimmungslandprinzip von S keine Umsatzsteuer zu entrichten, sondern von Z (in Deutschland: § 4 Nr. 1b in Verbindung mit § 6a Umsatzsteuergesetz (UStG)). Z ist jedoch regelmäßig zum vollständigen Vorsteuerabzug berechtigt (§ 15 Abs. 1 Nr. 3 UStG). Im Ergebnis bleibt die Exportlieferung auf der ersten Stufe des Karussells sowohl für S als auch für Z steuerneutral.
2. Z verkauft die Waren an einen Unternehmer U im selben Land weiter. Für diese Lieferung muss Z Umsatzsteuern an sein Finanzamt abführen (§ 1 UStG), weil er die Vorsteuer nicht ein zweites Mal abziehen kann. Dieser Zahlungsverpflichtung kommt Z jedoch nicht nach.
3. U verkauft die Waren nun  an S zurück. Diese Lieferung zurück (in den ersten EU-Staat) ist nach dem Bestimmungslandprinzip wieder für U umsatzsteuerfrei. U kann aber trotzdem den Vorsteuerabzug bei seinem Finanzamt geltend machen, wenn er über eine Rechnung verfügt (§ 15 Abs.1 S.1 Nr.1 UStG). Im Ergebnis bekommt U die ihm von Z in Rechnung gestellte Umsatzsteuer vom Finanzamt wiederholt erstattet.

Der Gewinn des Karussellgeschäfts (und gleichzeitig der fiskalische Schaden der Steuerkasse) rührt daher, dass U sich ständig die Umsatzsteuer vom Finanzamt erstatten lässt und der einzige Umsatzsteuerschuldner Z seinen Zahlungsverpflichtungen nicht nachkommt. Im Regelfall verschwindet Z vor Fälligkeit der Umsatzsteuer spurlos vom Markt und wird daher im Englischen als „missing trader“ bezeichnet.
Sobald die Waren an den ursprünglichen Verkäufer S zurückgelangt sind, kann der Ablauf von Neuem beginnen. Die Waren werden immer wieder im Kreis über die Grenzen geschoben. Dieses rotierende Transaktionsprinzip hat zu dem Begriff Umsatzsteuer–Karussell geführt. Es setzt voraus, dass alle drei Geschäftsparteien kooperieren. Es können aber auch weitere Zwischenhändler einbezogen werden, die nicht unbedingt von dem Betrug wissen müssen. Um eine möglichst hohe Ausbeute zu erzielen, werden in der Regel physisch kleine, aber recht hochpreisige Waren verwendet (z. B. Mobiltelefone oder Computerchips). Ein Karussellgeschäft mit Dienstleistungen ist zwar denkbar, aber bisher wenig verbreitet.

## Ausmaß
Durch diese Art von Steuerbetrug gehen dem Fiskus der EU-Länder nach offiziellen Schätzungen aus dem Jahr 2019 jährlich ca. 50 Milliarden Euro Steuergelder verloren –, davon allein in Deutschland schätzungsweise 5 bis 14 Milliarden Euro. Im Dezember 2024 berichtete die Frankfurter Allgemeine Zeitung über einen Prozess am Landgericht Düsseldorf gegen drei Personen, die der bandenmäßigen Steuerhinterziehung durch Karusselgeschäfte in besonders großem Ausmaß angeklagt werden. Man geht inzwischen davon aus, dass der Schaden durch organisierten Bandenbetrug in den EU-Staaten jährlich bis zu 140 Milliarden Euro beträgt.
In einer Ende 2019 veröffentlichten Studie kommen Forscher des Institut für Weltwirtschaft und des Ifo-Instituts auf einen Handelsüberschuss von 307 Milliarden Euro in den für 2018 erfassten Handelsdaten der 28 EU-Mitgliedstaaten untereinander. In der Studie wird angenommen, dass der Handelsüberschuss zu einem großen Teil auf Umsatzsteuerbetrug zurückzuführen ist und daraus wurde eine Schadenssumme von bis zu 64 Milliarden Euro pro Jahr geschätzt.

## Gegenmaßnahmen
Im Vereinigten Königreich, das in der Vergangenheit stark von Karussellbetrug betroffen war, wurde Ende 2006 der Vorsteuerabzug für bestimmte Waren (z. B. Mobiltelefone) ausgesetzt und das sogenannte Reverse-Charge-Verfahren eingeführt. Daraufhin ging der grenzüberschreitende Handel mit Mobiltelefonen extrem zurück.
Zum 1. Juli 2011 wurde auch in Deutschland für bestimmte Waren (Mobiltelefone, einzelne Chips, d. h. auch Prozessoren) der Vorsteuerabzug ausgesetzt und das Reverse-Charge-Verfahren (Erwerbsbesteuerung) eingeführt. Allerdings gilt eine Wertgrenze von 5000 EUR. Erst wenn diese Grenze für ein zusammenhängendes Geschäft überschritten wird, gilt das Reverse-Charge-Verfahren (§ 13b Abs. 2 Nr.10 UStG).
Seit 1. Oktober 2013 ist mit der Gelangensbestätigung oder anderen alternativen Belegen nachzuweisen, dass steuerfreie innergemeinschaftliche Lieferungen von Unternehmen im Geltungsbereich des deutschen Umsatzsteuergesetzes im EU-Ausland tatsächlich angekommen sind.
Vergleichbare Maßnahmen wurden auch zur Verhinderung von Betrug im EU-Emissionsrechtehandel eingesetzt (siehe hierzu Umsatzsteuerbetrug durch Karussellgeschäfte).
Der EU-Wirtschaftskommissar Pierre Moscovici spricht sich dafür aus, Karussellgeschäfte zu unterbinden, indem die Mitgliedstaaten beschließen, dass Unternehmen in der EU in Zukunft die Mehrwertsteuer dort zahlen müssen, wo sie ihre Dienstleistungen tatsächlich verkaufen (Bestimmungslandprinzip).
Die EU-Kommission hat am 30. November 2017 die derzeitigen Mängel bei der Mehrwertsteuererhebung (incl. Betrug) vorgestellt. Zur Behebung dieser Mängel werden von den EU-Mitgliedstaaten insbesondere Optionen wie Programme zur Transaction Network Analysis (TNA) unterstützt. Alle Mitgliedstaaten, mit Ausnahme von Großbritannien und Deutschland, beteiligen sich mittlerweile aktiv an TNA.